# SimGolf
 (juillet 2019).
Si vous disposez d'ouvrages ou d'articles de référence ou si vous connaissez des sites web de qualité traitant du thème abordé ici, merci de compléter l'article en donnant les références utiles à sa vérifiabilité et en les liant à la section « Notes et références ».
SimGolf est un jeu vidéo de  simulation créé par Maxis en 1996. Le jeu permet aux joueurs de construire leurs propres terrains de golf et d'y jouer à peu près de la même façon où Streets of SimCity et SimCopter permettent de jouer dans les villes créées dans SimCity 2000.
Ce jeu ne doit pas être confondu avec Sid Meier's SimGolf, une réédition de SimGolf faite en 2002 par Firaxis et Maxis.